# رستگ
رستگ (پارسی میانه: Rastag) یکی از نجیب‌زادگان ساسانی در سده سوم میلادی در زمان حکومت شاپور یکم و ساتراپ همدان بود.

## زندگی

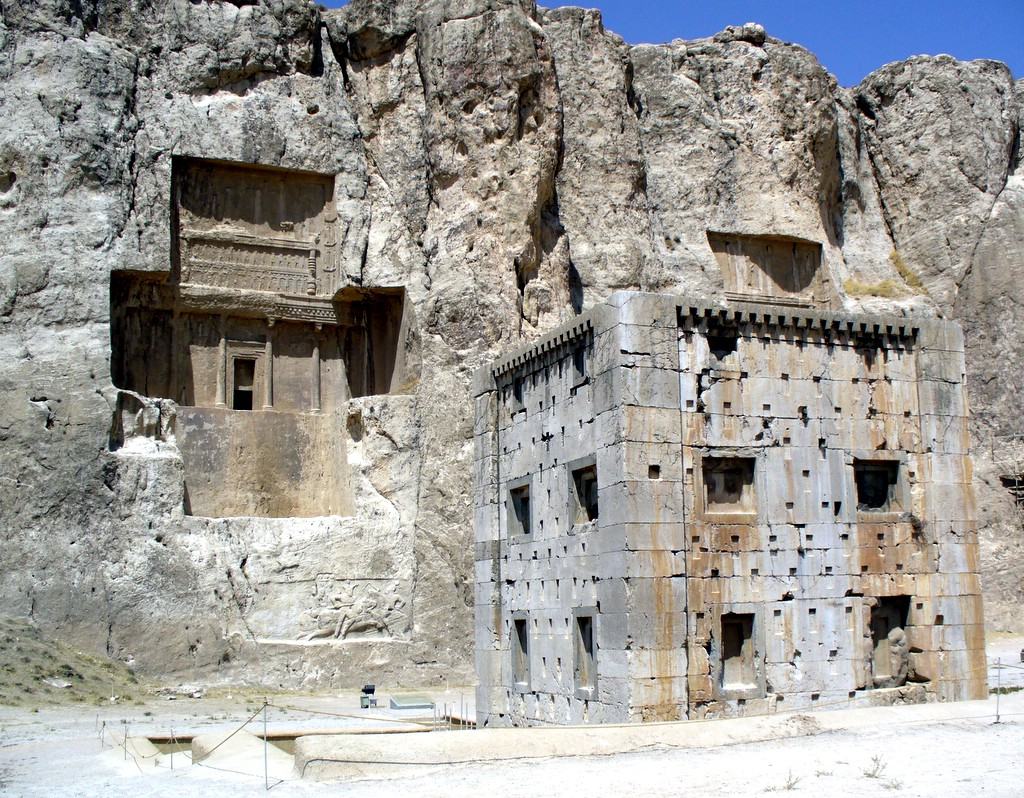
کعبه زرتشت، جایی که سنگ‌نوشته شاپور یکم حک شده‌است

از او در سنگ‌نوشته شاپور یکم بر کعبه زرتشت یاد شده‌است. او دومین نفر و یکی از هفت ساتراپی است که از آن‌ها در این سنگ‌نوشته نام برده‌شده و در میان ۶۷ نجیب‌زاده در رتبهٔ پنجاه‌ودوم قرار دارد. اطلاعات دیگری از زندگی او در دست نیست.